# Filip Ragvaldsson (Puke)
Filip Ragvaldsson (vid ett tillfälle kallad Filip Puke), född senast omkring 1290, död 1331 eller 1332 i Avignon, var en svensk prästman.

## Biografi
Filip Ragvaldsson var son till riddaren Ragvald Puke och hans morfar var Karl Ingeborgasson (Lejonbalk). 1312 var han kanik i Linköping med Petri martyris prebende och Skrukeby annexsocken som sina församlingar. Han var troligen den präst vid namn Filip från Sverge som 1313 upptas bland studenter i Paris, och där tillsammans med andra studenter från Linköping 1317 å biskopens vägnar inköpte ett hus i staden. 1321 var han kansler hos kung Magnus Eriksson och dekan och kallas samma år även "doctor decretorum". 1322 och 1323 räknas han som medlem av kungens råd. 1330 tilldelades han av påven kanonikat i Uppsala och Strängnäs med prebende så snart något blev ledigt. Han vistades då troligen redan i Avignon, åtminstone befann han sig där 1331, då påven genom Filip Ragvaldssons förmedling beviljade suppliker åt kungen.
Under de närmaste nio åren förefaller Philippus Ragvaldi ha vistats utomlands, av allt att döma i Frankrike och mest i Paris, där han dels omhänderhade affärer för domkapitlets i Linköping räkning och dels bedrev omfattande studier vid Paris universitet. Sedan han år 1321 förvärvat juris doktorsgrad återvände han till Sverige och blev dekan i Linköpingskapitlet. Strax efter hemkomsten blev han kansler i förmyndarregeringen för Magnus Eriksson, i vilken han kvarstod till sin död. Som kansler förefaller han ha spelat en viktig roll. Han deltog i rådsaristokratins kamp mot Ingeborg Håkansdotter. Det har antagits att han under sin kanslertid var anförtrodd Magnus Erikssons uppfostran, och han har tillskrivits författarskapet av Konungastyrelsen.